# Trzypensówka (moneta brytyjska)
Trzypensówka (ang. threepence) – moneta o wartości 3 pensów używana w Wielkiej Brytanii, a wcześniej w Anglii. W Wielkiej Brytanii była w powszechnym obiegu do czasu decymalizacji brytyjskiej waluty (1971); nadal jednak jej okolicznościowa wersja emitowana jest w małym nakładzie celem rozdania przez królową podczas corocznego nabożeństwa Royal Maundy. Podobne monety o tej samej wartości były używane w wielu krajach Imperium Brytyjskiego (np. w Australii, Nowej Zelandii czy Południowej Afryce).

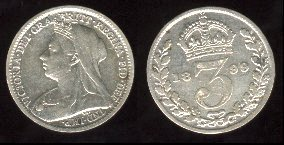
Trzypensówka z czasów panowania królowej Wiktorii.

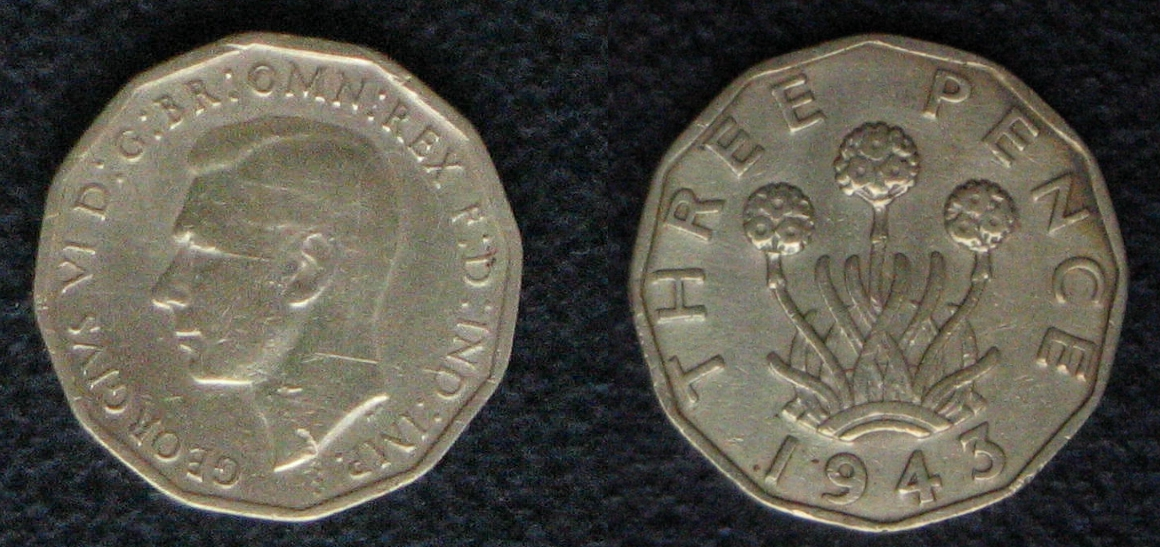
Mosiężna moneta 3 pensowa z czasów II wojny światowej.